# Mistrzostwa Ameryki w Piłce Ręcznej Mężczyzn 1979
Mistrzostwa Ameryki w Piłce Ręcznej Mężczyzn 1979 – pierwsze mistrzostwa Ameryki w piłce ręcznej mężczyzn, oficjalny międzynarodowy turniej piłki ręcznej o randze mistrzostw kontynentu organizowany przez PATHF mający na celu wyłonienie najlepszej męskiej reprezentacji narodowej w Ameryce. Odbył się w dniach 6–12 stycznia 1980 roku w mieście Meksyk. Mistrzostwa były jednocześnie eliminacjami do IO 1980.
Sześć zespołów rywalizowało w ramach jednej grupy systemem kołowym. W turnieju triumfowała reprezentacja Kuby zyskując jednocześnie awans na igrzyska olimpijskie w Moskwie.

## Faza grupowa
| 7 stycznia 1980 | Kuba | 19:19 | Brazylia | Meksyk |
| 7 stycznia 1980 |      | 19:19 |          | Meksyk |

| 7 stycznia 1980 | Stany Zjednoczone | 19:12 | Argentyna | Meksyk |
| 7 stycznia 1980 |                   | 19:12 |           | Meksyk |

|  | Kuba | 22:19 | Kanada | Meksyk |
|  |      | 22:19 |        | Meksyk |

|  | Kanada | 20:17 | Stany Zjednoczone | Meksyk |
|  |        | 20:17 |                   | Meksyk |

|  | Argentyna | 19:15 | Meksyk | Meksyk |
|  |           | 19:15 |        | Meksyk |

|  | Kuba | 28:22 | Meksyk | Meksyk |
|  |      | 28:22 |        | Meksyk |

|  | Stany Zjednoczone | 27:23 | Brazylia | Meksyk |
|  |                   | 27:23 |          | Meksyk |

|  | Kuba | 29:17 | Argentyna | Meksyk |
|  |      | 29:17 |           | Meksyk |

|  | Kanada | 19:16 | Brazylia | Meksyk |
|  |        | 19:16 |          | Meksyk |

|  | Stany Zjednoczone | 32:17 | Meksyk | Meksyk |
|  |                   | 32:17 |        | Meksyk |

|  | Kanada | 22:22 | Meksyk | Meksyk |
|  |        | 22:22 |        | Meksyk |

|  | Brazylia | 18:14 | Argentyna | Meksyk |
|  |          | 18:14 |           | Meksyk |

| 11 stycznia 1980 | Brazylia | 14:13 | Meksyk | Meksyk |
| 11 stycznia 1980 |          | 14:13 |        | Meksyk |

| 11 stycznia 1980 | Kanada | 18:13 | Argentyna | Meksyk |
| 11 stycznia 1980 |        | 18:13 |           | Meksyk |

| 11 stycznia 1980 | Kuba | 23:20 | Stany Zjednoczone | Meksyk |
| 11 stycznia 1980 |      | 23:20 |                   | Meksyk |

## Klasyfikacja końcowa
| Miejsce | Reprezentacja     | Uwagi          |
| ------- | ----------------- | -------------- |
| złoto   | Kuba              | awans: IO 1980 |
| srebro  | Kanada            | -              |
| brąz    | Stany Zjednoczone | -              |
| 4       | Brazylia          | -              |
| 5       | Argentyna         | -              |
| 6       | Meksyk            | -              |